# Elektron
Het elektron (Oudgrieks: ἤλεκτρον, betekenis: barnsteen dat door wrijving elektrisch geladen werd) is een negatief geladen elementair deeltje, dat gebonden kan zijn, bijvoorbeeld in een atoom, of zich vrij in de ruimte kan bevinden. De ontdekking van het elektron in 1897 wordt toegeschreven aan Joseph John Thomson.
Het elektron behoort tot de klasse der leptonen en daarmee tot de eerste generatie materie. Deze deeltjes zijn stabiel. Als een elektron zich in een elektrisch veld bevindt ondervindt het, net als een ion, daarvan invloed. Als het zich in een magnetisch veld voortbeweegt, ondervindt het de lorentzkracht. De hypothese van De Broglie, dat alle materie het karakter van een golf heeft waarvan de golflengte afhangt van de massa en de snelheid van het deeltje, geldt ook voor het elektron.

## Structuur van het atoom
Atomen bestaan volgens het atoommodel van Rutherford uit een positief geladen atoomkern, waar evenveel negatief geladen elektronen omheen draaien als er positief geladen protonen zijn in de kern. Rutherford publiceerde zijn model in 1911. De protonen en neutronen in de kern van het atoom bevatten vrijwel de gehele massa van het atoom. Ze zijn ruim 1800 maal zo zwaar als een elektron, of specifieker: de protonmassa is 1836,15 maal de elektronmassa en de neutronmassa is 1838,68 maal de elektronmassa. Bohr paste in 1913 het atoommodel van Rutherford aan door kwantiseringen in te invoeren, die op de theorie van Planck over de kwantisering van straling zijn gebaseerd. Dat gaf het atoommodel van Bohr. Het verschil is dat de elektronen volgens het atoommodel van Bohr in schillen liggen en daarbinnen op verschillende energieniveaus.

## Kenmerken van het elektron
Het elektron is een elementair deeltje met spin 1/2, dus een fermion, zoals het proton, het neutron en het positron, het antideeltje van het elektron. Voor zover men weet heeft het elektron geen verdere inwendige structuur. Volgens de snaartheorie is het elektron, evenals andere elementaire deeltjes, een bepaald trillingspatroon in een eendimensionale snaar. Over deze theorie is echter nog veel discussie.
Het elektron heeft een negatieve lading gelijk aan het elementaire ladingskwantum e (1,6022 × 10−19 coulomb), voor het eerst gemeten door Robert Millikan met zijn oliedruppelexperiment.
Volgens het standaardmodel van de deeltjesfysica kunnen elektrische ladingen alleen voorkomen in veelvouden van 1 e.
De rustmassa van het elektron bedraagt 9,10938356(11) × 10−31 kg, wat 1/1836e is van de massa van een proton en overeenkomt met een rustenergie van 511 keV. Het elektron heeft overigens net als een foton ook golfeigenschappen en is onderhevig aan de dualiteit van golven en deeltjes volgens de hypothese van De Broglie. Deze golfeigenschap van elektronen wordt toegepast binnen de elektronenmicroscoop.
De elektronenconfiguratie bepaalt in hoge mate het chemisch gedrag van het atoom.

## Elektronen in een atoom
De elektronen kunnen in een atoom alleen welbepaalde energieën {\displaystyle E_{n}} hebben (discrete energieniveaus) die door een kwantumgetal zijn gegeven.
Voor waterstof (met atoomnummer 1) en helium (atoomnummer 2) komt {\displaystyle n=1} overeen met de grondtoestand en {\displaystyle n=2,3,..} met aangeslagen toestanden. De elektronen zijn verdeeld over enkele schillen. 
Bij de elementen met atoomnummers 3 tot en met 10 (lithium tot en met neon) bevinden zich twee elektronen in de binnenste schil ({\displaystyle n=1} in het kwantummechanische model van het atoom, de {\displaystyle K}-schil in het Bohr-model) en één tot en met acht elektronen in de daaropvolgende schil ({\displaystyle n=2}, de {\displaystyle L}-schil) die voor deze elementen de buitenste elektronenschil is. De grondtoestanden komen voor deze elementen overeen met hoofdkwantumgetal {\displaystyle n=2}, de aangeslagen toestanden met {\displaystyle n=3,4,..}.
Binnen moleculen of vaste stoffen kunnen de energieniveaus zeer dicht tegen elkaar liggen en ze vormen dan gezamenlijk een energieband. Het hoogste bezette energieniveau behorende bij een vaste stof heet de valentieband, het laagste niet bezette energieniveau de geleidingsband en de ruimte tussen de geleidingsband en de valentieband is een verboden zone, de band gap. Bij halfgeleiders is de grootte van de verboden zone van dezelfde orde als de thermische energie. Hierdoor is het voor elektronen soms mogelijk om over te springen van de valentieband naar de geleidingsband, waardoor deze materialen in zuivere vorm een zeer kleine geleiding vertonen.

### Spectraallijnen
Omdat een elektron in het atoom alleen bepaalde discrete energieniveaus kan hebben, zal bij overgang tussen deze energieniveaus emissie of absorptie van fotonen plaatsvinden, waarbij de energie recht evenredig is met de frequentie. De evenredigheidsconstante energie/frequentie heet de constante van Planck. Er wordt van dit effect bijvoorbeeld gebruik gemaakt door aan de hand van de spectraallijnen in het atoomspectrum van een ster te bepalen welke elementen er in die ster voorkomen.

## Elektrische geleiding
In geleiders zorgen de zich vrij bewegende elektronen voor de elektrische geleiding. Wanneer de elektronen in de geleider, bijvoorbeeld een koperen draad, gemiddeld gezien een bepaalde richting opgaan, spreekt men van elektrische stroom in die geleider.
Geleider en isolator zijn elkaars tegenovergestelde. Een isolator is een stof waarin geen elektrische stroom kan lopen, er zijn in een isolator geen vrije elektronen. De bewegingen van de elektronen zijn beperkt in hun atoom. Er zijn evenveel elektronen als energieniveaus. De elektronen kunnen alleen maar van plaats verwisselen, maar daarbij verandert er niets aan de energieniveaus. In een elektrisch veld verschuiven de positief geladen atoomkern en de banen van de negatief geladen elektronen zich ten opzichte van elkaar, dat effect heet polarisatie.
Statische elektriciteit ontstaat wanneer een voorwerp meer of minder elektronen bevat dan nodig zijn om de positieve lading van de protonen in de kern op te heffen.

## Techniek
De eerste elektronenbuizen, de eerste elektronische schakelingen werden aan het einde van de 19e en het begin van de 20e eeuw gebouwd.
Elektronen spelen een belangrijke rol in de verschillende mogelijke kernreacties. Zij komen bij bètaverval en bij elektronenvangst als bestanddeel in de reactie voor.